# Руликов
Руликов (укр. Руликів) — село, входит в Васильковский район Киевской области Украины.
Население по переписи 2001 года составляло 273 человека. Почтовый индекс — 08642. Телефонный код — 4571. Занимает площадь 1,861 км². Код КОАТУУ — 3221486902.
Основано польским помещиком Юзефом Руликовским в начале XIX века расселением крестьян из сел Солтановка и Мотовиловки.

## Местный совет
08642, Київська обл., Васильківський р-н, с.Порадівка, вул.Революції,1